# Xian de Zaoqiang
Le xian de Zaoqiang (枣强县 ; pinyin : Zǎoqiáng Xiàn) est un district administratif de la province du Hebei en Chine. Il est placé sous la juridiction de la ville-préfecture de Hengshui.

## Démographie
La population du district était de 378 855 habitants en 1999.